# Odorrana orba
Odorrana orba är en groddjursart som först beskrevs av Stuart och Bain 2005.  Odorrana orba ingår i släktet Odorrana och familjen egentliga grodor. IUCN kategoriserar arten globalt som otillräckligt studerad. Inga underarter finns listade i Catalogue of Life.